# Kouvola järnvägsstation

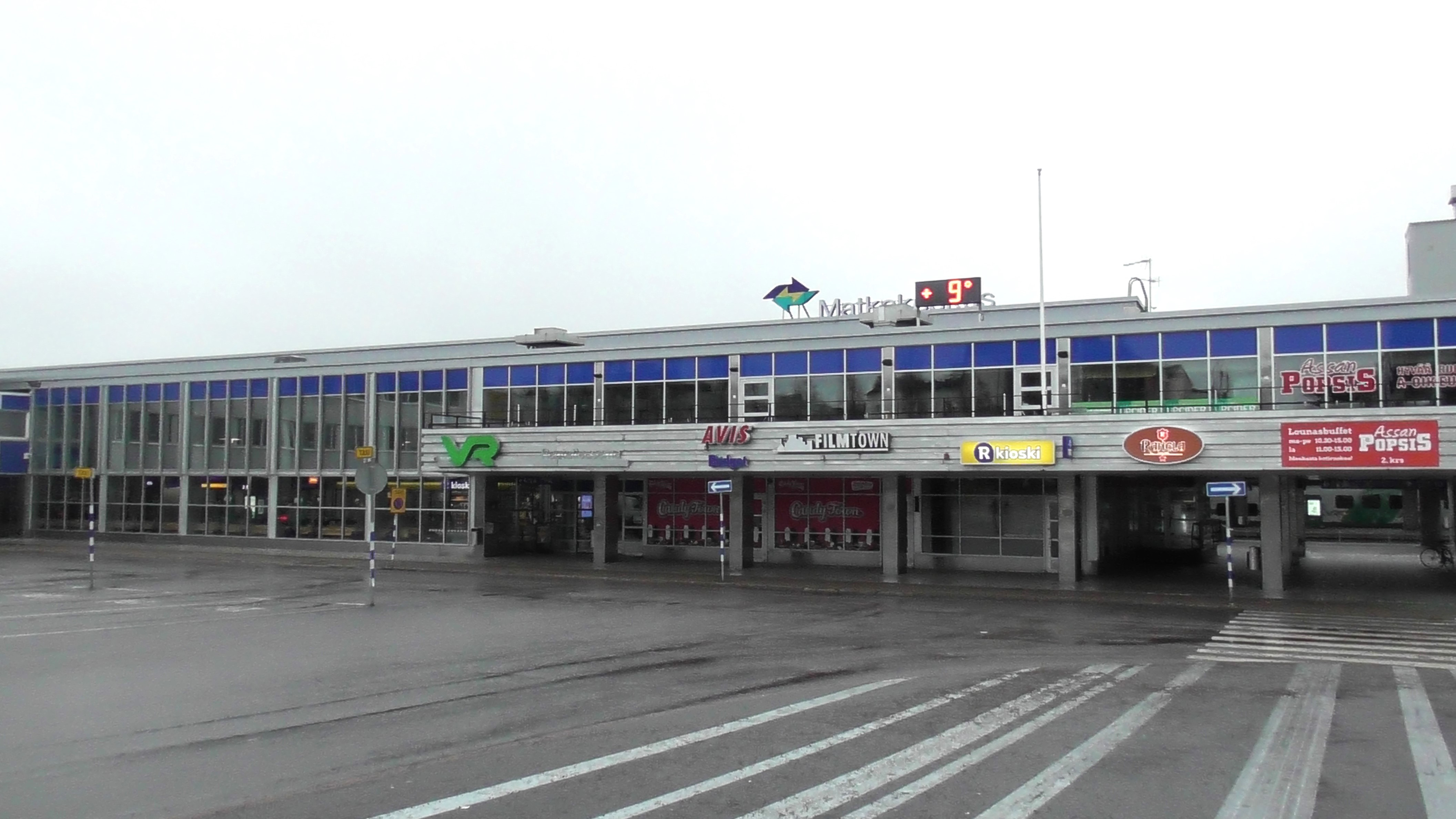
Kouvola buss- och järnvägsstation.

Kouvola järnvägsstation är en järnvägsstation i Kouvola i landskapet Kymmenedalen i Finland. Järnvägsstationen är en järnvägsknut för Lahtis-Kouvola-banan, Karelenbanan, Savolaxbanan och Kotkabanan. Stationen öppnades 1903. Avståndet från Helsingfors järnvägsstation är cirka 130 kilometer.